# 新ロマン主義音楽
新ロマン主義音楽は、19世紀後半から21世紀のクラシック音楽において見られる、ロマン主義音楽の再生、復古、擁護のいずれかを目論む音楽思想によって創り出された音楽作品を指す。

## 概要
「新ロマン主義」という語は、西洋音楽史の他の時代区分と同じく、文学史ならびに美術史からの借用概念であるが、用法はそれらの場合と異なっている。西洋文学史や西洋美術史において新ロマン主義とは、後期ロマン主義（またはロマン主義）の時代から次の時代への移行期を指す。西洋音楽史においても、このような意味や文脈で「新ロマン主義」という概念を用いる例がなくもないが、後述するように、この事例については、通常は別の語を用いる。
西洋音楽史において「新ロマン主義」とは、19世紀において、フランツ・リストやリヒャルト・ワーグナーに代表される｢新ドイツ楽派」とその影響下にある音楽を指す場合と、20世紀において、ロマン主義音楽がいったん終息した1920年代以降に、ロマン主義音楽の復権をもくろんだり、あるいは表面上、伝統回帰と見せかけるような創作姿勢をとることを言う場合とがある。
注意すべきは、20世紀における「新ロマン主義音楽」は、単なる現代音楽に対する保守反動とは言い切れない面もあることである。なぜなら新ロマン主義音楽を目指した人々は、戦後の欧米におけるアヴァンギャルド中心の芸術音楽のあり方、とりわけ、聴衆の存在を無視した極端な作家主義や芸術至上主義に対して、疑問を投げかけているからなのである。

## 新ドイツ楽派
19世紀後半のドイツ語圏（プロイセン王国領およびオーストリア＝ハンガリー二重帝国領を含む）で主流となった、クラシック音楽の一大勢力のことを新ドイツ楽派という。そしてこの人たちの音楽家としての気質や傾向を、漠然と「新ロマン主義」と言うことがある。19世紀後半に、ベートーヴェンに対する個人崇拝が強まるとともに、ドイツとオーストリアにおける器楽曲（とりわけ交響曲）創作の停滞と衰退（実際には、そのように見えた現象）を引き合いに、評論家から音楽界の「堕落」を嘆く意見がしきりと出されるようになった。
音楽評論家としても健筆をふるったシューマン、ワーグナー、リストもこうした思想の中心人物であり、音楽史における進歩主義的発想と、音楽と文学の相互関係を力説した。こうしてワーグナーとリストを主軸として形成された勢力が、新ドイツ楽派なのである。しかし当時かれらは、ロマン主義音楽を再生させる先覚者と見なされたため、「新ロマン主義」と呼ばれていた。
ワーグナーやリストの直接の弟子から新ドイツ楽派の衣鉢を継ぐ者は、ロイプケやドレーゼケを除いてほとんど現れず、グスタフ・マーラーやリヒャルト・シュトラウス、フーゴー・ヴォルフらによって、楽派の最後の烽火が上げられた。ちなみにマーラーとヴォルフはブルックナーの門弟である。
アントン・ブルックナーは、作風や創作姿勢において、文学性や標題的要素が見受けられないものの、半音階技法や拡張された調性、長大な旋律、巨大なオーケストラを用いたある種の音色操作といった特色において、新ドイツ楽派の巨匠と共通点を有しており、しばしば新ドイツ楽派の一員に数えられる。またブルックナーを、保守主義・伝統主義の立場をとったヨハネス・ブラームスと対比させ、新ドイツ楽派の進歩主義から交響曲を復興させた大立者と評価することもしばしば行われている。

### 新ドイツ楽派の歴史的位置付け
新ドイツ楽派は、19世紀初頭に生まれたリストやワーグナーと、19世紀後半に生まれたマーラーらとでは、歴史的に果たした役割が異なっている。前者は盛期ロマン主義音楽の体現者であり、後者はロマン主義音楽存亡の時期に、一方においてはその絶え間ない革新者であり続けながら、同時にロマン主義音楽の擁護者も兼ねなければならなかったのである。
リストやワーグナーは、音楽を軸とした「総合芸術」を訴え、ソナタ形式からの離脱や調性の際限ない拡張を推し進めつつ、音楽の自律性や抽象性に疑義を呈した。リストとワーグナーは「未来の音楽」を標榜しており、進歩主義ないしは急進主義に立って同時代の音楽に一石を投じようとしていた。
リストが、《ファウスト交響曲》などで調性感のあいまいな主題を多用したり、《調性の無いバガテル(1885)》などで密かに無調を試みたという例、あるいは、《ピアノ・ソナタ ロ短調》で複数楽章を一つに融解させた例は、作曲者の旺盛な実験精神を物語っている。
またワーグナーは、ベートーヴェンが最後の交響曲に声楽を導入したことを根拠として、オペラの時代の到来を叫ぶとともに、交響楽と歌劇を高度に融合させた楽劇の創出を強弁するようになる。
マーラーやリヒャルト・シュトラウス、ヴォルフらは、リストやワーグナーの最晩年に作曲活動に入っており、この二人の実験があらかたし尽くされた後で、ロマン主義音楽に残された最後の可能性に賭けた作曲家であった。
とりわけマーラーやシュトラウスにおいては、ジャンルの越境・解体、ある種の合成和音、巨大な対位法によって引き起こされる部分的複調や、12の半音が出揃う極端に半音階的なパッセージなどが明らかで、これらの方向をそのまま推し進めるなら、現代音楽への突破口になるものだった。
ちなみに、ブラームスと新ドイツ楽派の融和を目指したマックス・レーガーも、やはり20世紀初頭までに12音的な主題を用いている。
しかしマーラーの死後、リヒャルト・シュトラウスは、やがて楽劇《ばらの騎士》において、「モーツァルトへの回帰」やロココ趣味を嘯き、より穏当な方向に転換してしまう。進歩的な作曲家集団としての、新ドイツ楽派の歴史的役割が脆く崩れた瞬間であった。
調性破壊に向けて革新的な一歩を歩みだしたのは、アルノルト・シェーンベルクを指導者とする「新ウィーン楽派」であった。彼らはマーラーの最晩年の時期には既に無調音楽を作曲し始め、ここにおいて、新ドイツ楽派と新ウィーン楽派の世代交代が行われた。

## 20世紀における新ロマン主義

### 定義
ヴァージル・トムソンによる定義
「（新古典主義の作曲家は、ごつごつした主題を愛用するが、）新ロマン主義の作曲家は、朗々と歌うような旋律素材を持ち合わせ、個人的感情を素直な形で表出する。新ロマン主義者は、純粋に美学的な立場にある。というのも、厳密に言えば、われわれは折衷的であるからだ。われわれは、誠実さについての問題を新しいやり方で示すことによって、現代の美学に貢献してきた。他人に感心されようとは思わないし、喜怒哀楽が大げさなのも嫌だ。うそ偽りない自分の感情、それだけが表現に値すると思われる。……情緒とは我々の被写体であり、時には風景のようなものである。しかし出来れば、その風景に人間が居るのが好ましい。」
ダニエル・オルブライトによる定義
「19世紀において、新ロマン主義という語は、（例えるなら）シューマンのように、音楽でもって心の動きを高度になぞるような作品のことであった。だが1920年代になると、主情主義のうちでも抑制の効いた、節度のあるものを表した。新ロマン主義は、表現主義者のゆき過ぎた表現を煎じ詰めて、変わらぬ思いという残留物を取り出すのである。」
したがって、20世紀前半の新ロマン主義音楽とは、ロマン主義への復帰を意味するものではなく、文字通りに「新しくなった」ロマン主義という意味だったのである。ロマン主義が「新しくなった」と前提することは、ヨーロッパ中心のロマン派音楽の時代がいったん終焉したことを認め、証明するものであった。それでもなお、20世紀において同時代のモダニズム音楽の人間不在を嘆き、芸術音楽に人間性を回復しようと目論んだ姿勢を見落としてはならない。伝統的・通俗的な音楽語法への回帰という発想の有無を除けば、同じような批判は、メシアンやジョリヴェらの同時代の作曲家とも共有される側面があったからである。

### 最後のロマン主義者と遅れてきたロマン主義者
1920年代以降に、ストラヴィンスキーやヒンデミット、フランス6人組を中心として新古典主義音楽が盛り上がり、モダニズムの作曲家たちが国際現代音楽協会を興して互いに連携を取り合う中、「最後のロマン主義者」（リヒャルト・シュトラウス、ジャコモ・プッチーニ、ハンス・プフィッツナー、ヨーゼフ・マルクス、イルデブランド・ピツェッティら）が共同してそれに対抗しようとする動きは、まったく起こらなかった。またエドワード・エルガー、ジャン・シベリウス、セルゲイ・ラフマニノフらは、ほとんど第一線から退いていた。
一方で、19世紀末から20世紀前半に生まれた、より若い世代の中に、ロマン主義音楽の伝統に忠誠を誓おうとする作曲家が現れた。特にアメリカ合衆国の出身、あるいはアメリカ合衆国に亡命した作曲家にこの傾向が見られた。たとえば主な顔ぶれは、ハワード・ハンソン、エーリヒ・ヴォルフガング・コルンゴルト、サミュエル・バーバーであった。その多くは早熟で、10代で作曲を始めており、長じてからもなお、昔からなじみのある音楽語法に忠実だった。コルンゴルトやバーバーに明らかなように、だからといって決して頑迷な保守主義者ではなく、同時代のモダニズムに知悉し、それを程よく取り入れてもいる。しかしながら完全に「新音楽」に切り替えるより、自分にとって自然と思われた音楽語法や作曲技法を成熟させることをよしとした。

### 社会主義リアリズムと新ロマン主義音楽
旧ソ連と、東欧におけるその衛星国では、スターリン体制以降、社会主義リアリズムが挙国一致のもとに推進された。社会主義リアリズムの音楽とは、共産党の指導の下に推奨された、大衆的で通俗的な性格の芸術音楽のことであり、手早く言うなら、19世紀後半の「分かりやすい」国民楽派の音楽様式に回帰することにほかならなかった。
19世紀のロマン主義音楽は、作曲家自身の主観が反映されているのに対し、社会主義リアリズムの音楽は、決まりきった枠組みが他者に決められた上で、情緒的に響くように指導されて作られたという点において、確かにこれも「新しい」ロマン主義であると言えた。しかし、かなり倒錯したロマン主義であったことも事実である。死の直前のプロコフィエフの「石の花」などはそれである。
ニコライ・ミャスコフスキーはソ連において社会主義リアリズムが公式に採用された1932年の直後にあたる1933年の「交響曲第13番」ではまだ近代音楽の様式に接近していたが、スターリン体制による社会主義リアリズムの推進が強まると、以前にも交響曲第6番で示していた「社会主義リアリズム」路線を強め、和声を保守化させていった。その中でも歌謡性を手放さず、西側が前衛一色になる中で、孤立した「新ロマン主義」音楽を書き続けた。
スターリンの死後に活動を開始したアルフレート・シュニトケは、初期にはマーラーやショスタコーヴィチ、新ウィーン楽派に影響を受けつつ、無調と表現主義音楽的な作風を追究したが、後に、政治的な強制に拠らずに、自発的にポピュラー音楽からの引用や、調的・旋法的な要素の回復へと乗り出した。このような様式は多様式主義（ポリスタイリズム）と呼ばれ、もはや社会主義リアリズムではなく音楽におけるポストモダンであり、後述の現代音楽における新ロマン主義の一環として扱われる。

### 現代音楽における「新ロマン主義」
戦後西側における前衛音楽の盛り上がりと活況の後、1960年代末のその停滞にともない、調性や伝統形式、明確な旋律要素の顕在化への回帰が試みられるようになる。当初、調性復活の背景にはミニマル・ミュージックの影響と、ベルント・アロイス・ツィンマーマンの諸作品やルチアーノ・ベリオの『シンフォニア』にみられるような引用技法やパロディとしての過去の音楽の利用があった。こうした傾向も批評家達から「新ロマン主義」と呼ばれた。
その後は、伝統回帰が露骨な作曲家（コーネリアス・カーデュー、ジョージ・ロックバーグ、デイヴィッド・デル・トレディチ、マイケル・トーキー、別宮貞雄、原博、吉松隆）、伝統と現代性の折衷により近代音楽的様相を呈した作曲家（ジョージ・ベンジャミン、マーク＝アンソニー・タネジ、武満徹）、民族音楽やポピュラー音楽・商業音楽を仲立ちとして和声と旋律を再発見した作曲家（ルチアーノ・ベリオ、マイケル・トーキー、小鍛冶邦隆、中川俊郎、藤家渓子）といった相違が見られるうえ、作品またはジャンルごとに、伝統的な音楽語法と現代的な音楽語法を使い分ける作曲家も少なくない。
また長木誠司は、1970年代中庸には実際はかなり違う作風のポストモダンの傾向を持つ当時二十代の若手作曲家達に「新ロマン主義」「新調性派」「新しい単純性」などの共通のレッテルが貼られた、としている。

## 関連文献
- Button, Virginia. 1996. "Neo-Romanticism". Dictionary of Art, 34 volumes, edited by Jane Turner. New York: Grove's Dictionaries. ISBN 9781884446009.
- Clarke, Michael, and Deborah Clarke. 2001. "Neo-Romanticism". The Concise Oxford Dictionary of Art Terms. Oxford and New York: Oxford University Press.
- Dahlhaus, Carl. 1979. "Neo-Romanticism". 19th-Century Music 3, no. 2 (November): 97–105.
- Hentschel, Frank. 2006. "Wie neu war die 'Neue Einfachheit'?" Acta Musicologica 78, no. 1:111–31.
- Hopkins, Justine. 2001. "Neo-Romanticism". The Oxford Companion to Western Art, edited by Hugh Brigstocke. Oxford and New York: Oxford University Press. ISBN 978-0-19-866203-7.
- Jayyusi, Salma Khadra (1977). "The Romantic Current in Modern Arabic Poetry." In Trends and Movements in Modern Arabic Poetry. Vol. 2. pp. 361–474. Leiden: E. J. Brill. ISBN 90-04-04920-7.
- Kahn, Andrew; Lipovetsky, Mark; Reyfman, Irina; Sandler, Stephanie (2018). "Neo-Romanticism." A History of Russian Literature. Oxford: Oxford University Press. pp. 599–605. ISBN 9780199663941.
- Kohlenbach, Margarete. 2009. "Transformations of German Romanticism 1830–2000". In The Cambridge Companion to German Romanticism, edited by Nicholas Saul, 257–80. Cambridge Companions to Literature. Cambridge and New York: Cambridge University Press. ISBN 9780521848916.
- Thomson, Virgil. Possibilities, 1:1. (Cited in:Hoover, Kathleen and Cage, John 1959. Virgil Thompson: His Life and Music, p.250. New York: Thomas Yoseloff.)
- Torrance, Richard. 2010. "The People's Library: The Spirit of Prose Literature Versus Fascism". In The Culture of Japanese Fascism, edited by Alan Tansman, 56–79. Asia-Pacific: Culture, Politics, and Society. Duke University Press. ISBN 9780822390701.